# Ларас, Ян
Ян Ла́рас, немецкий вариант — Ганс Ларас (в.-луж. Jan Laras; нем. Hans Laras, 12 ноября 1845 года, деревня Лейно, Лужица — 6 октября 1921 года, Яблунков, Чехословакия) — серболужицкий писатель, поэт, переводчик и педагог.

## Биография
Родился в 1845 году в крестьянской семье в серболужицкой деревне Лейно в окрестностях Баутцена. С 1861 по 1870 года обучался в Лужицкой семинарии и Малостранской гимназии (1861—1867) в Праге. В 1864 году вступил в культурно-просветительскую организацию «Матица сербская». Будучи студентом в Праге, участвовал в деятельности серболужицкого студенческого братства «Сербовка». С 1868 по 1870 года был руководителем этой организации.
После получения образования преподавал в различных населённых пунктах в чешской Силезии. В 1889 году основал педагогический пансионат. Работал частным учителем. После Первой мировой войны проживал в Яблункове. Публиковал свои стихотворные произведения и рассказы в журнале «Kwětki». Перевёл с иврита на верхнелужицкий язык Псалмы, которые издал отдельной книгой в 1872 году в Баутцене. Издал в Тешине на немецком языке педагогическое пособие «Der Hofmeister» (1876) и дидактическую повесть «Vater Niklas», которые выпустил отдельным изданием на верхнелужицком языке под названием «Šibakec nan». В 1883 году опубликовал в литературном журнале «Łužica» репортаж «Kamjenjo-wuhlowe podkopki pod Karpatami», где описал социальную проблематику подкарпатской индустриальной области.